# My Love Story!! – Ore Monogatari
My Love Story!! – Ore Monogatari (jap. 俺物語!!, Ore Monogatari!!, dt. „Meine Geschichte!!“) ist eine Mangaserie von Kazune Kawahara und Aruko. Sie erschien von 2011 bis 2016 in Japan, wurde als Anime-Fernsehserie adaptiert und in mehrere Sprachen übersetzt. Das Werk ist in die Genres Shōjo, Comedy und Romantik einzuordnen.

## Handlung
Der hochgewachsene und kräftige Takeo Gōda (剛田 猛男) sieht deutlich älter aus, kommt aber gerade erst in das erste Jahr der Oberschule. Wegen seines Äußeren war er zwar im Sport beliebt und erfolgreich, aber nicht bei den Mädchen. Sein Sandkastenfreund Makoto „Suna“ Sunakawa (砂川 誠) dagegen wird umschwärmt – auch von den Mädchen, in die Takeo sich verliebt. Doch Suna lehnt sie stets ab. Als Takeo in der Bahn ein Mädchen vor einem Grabscher beschützt, kommt sie ihn danach besuchen. Sie will sich mit selbstgebackenem Kuchen für seine Hilfe bedanken und bald folgen weitere Treffen, bei denen Suna immer dabei ist. Takeo glaubt, die heitere Rinko Yamato (大和 凛子) habe sich in Suna verliebt und will ihr dabei helfen, sein Herz zu erobern. Doch durch Suna kommt heraus, dass sie sich stattdessen in Takeo verliebt hat. Dieser ist davon zunächst verblüfft, freut sich dann aber ein Mädchen gefunden zu haben, das ihn mag. Suna erklärt auch, dass er bisher immer alle Mädchen abwies, weil diese hinter Takeos Rücken schlecht über ihn geredet haben. Die Freundschaft zu Takeo schätzt er hoch und will seine junge Beziehung zu Yamato unterstützen.

## Veröffentlichung
Das erste Kapitel des Mangas erschienen am 1. Oktober 2011 im Magazin Bessatsu Margaret Sister. Die reguläre Veröffentlichung erfolgte dann vom 13. Dezember 2011 (Ausgabe 1/2012) bis 13. Juli 2016 (Ausgabe 8/2016) im Magazin Bessatsu Margaret – beide werden von Shūeisha herausgegeben. 
Der Verlag brachte die Serie auch in ursprünglich 13 Sammelbänden heraus. Im September 2018 sowie im Dezember 2023 und Januar 2024 erschienen weitere Kapital im Bessatsu Margaret. Diese wurden im April 2024 in einem 14. Sammelband herausgegeben.
Von Juli 2016 bis November 2020 die Serie auf Deutsch bei Panini Manga mit allen ursprünglich 13 Bänden. Eine englische Übersetzung wird von Viz Media herausgegeben, eine französische von Kana, eine spanische von Editorial Ivréa und eine chinesische von Tong Li Publishing.

## Adaptionen

### Anime
2015 entstand bei Madhouse unter der Regie von Morio Asaka eine Anime-Adaption mit 24 Folgen für das japanische Fernsehen. Hauptautor der Serie war Natsuko Takahashi, das Charakterdesign entwarf Kunihiko Hamada und die künstlerische Leitung lag bei Mio Isshiki. Die Serie wurde vom 9. April bis 24. September 2015 nach Mitternacht (und damit am vorigen Fernsehtag) auf NTV erstausgestrahlt, sowie mit bis zu zwei Monaten Versatz auch auf TV Aichi, BS TV, Miyagi TV, Shizuoka Daiichi TV, Nankai Hōsō, TV Shinshū, Nittele Plus, Hiroshima TV und Nagasaki Kokusai TV. Animax zeigte auch eine englische Fassung und die Plattform Crunchyroll machte eine Fassung mit diversen Untertiteln, darunter deutsch und englisch, zugänglich.

#### Synchronisation
| Rolle           | japanischer Sprecher (Seiyū) |
| --------------- | ---------------------------- |
| Takeo Gōda      | Takuya Eguchi                |
| Makoto Sunakawa | Nobunaga Shimazaki           |
| Rinko Yamato    | Megumi Han                   |

#### Musik
Die Musik der Serie stammt von der Band S.E.N.S. Für den Vorspann verwendete man das Lied Miraikei Answer (未来形Answer) von Trustrick und der Abspann wurde unterlegt mit Shiawase no Ari ka (幸せのありか) von Local Connect.

### Realfilm
Regisseur Hayato Kawai adaptierte das Werk als Realfilm, der am 31. Oktober 2015 in die japanischen Kinos kam. Takeo Gōda wurde von Ryōhei Suzuki, Rinko Yamato von Mei Nagano und Makoto Sunakawa von Kentarō Sakaguchi gespielt.

### Light Novels
Zu Ore Monogatari!! erschienen mehrere Romanveröffentlichungen als Light Novel. Von Kanae Shimokawa stammt Ore Monogatari!! in zwei Bänden, die bei Shūeishas Imprint Cobalt Bunko am 1. März bzw. 1. Oktober 2013 veröffentlicht wurden.
Adaptionen des Realfilms durch Akemi Shinno und Shuka Matta erschienen bei Shūeisha Orange Bunko bzw. Shūeisha Mirai Bunko.

## Rezeption
2013 erhielt die Serie den Kōdansha-Manga-Preis für die beste Shōjo-Serie und 2016 folgte die Auszeichnung mit dem Shōgakukan-Manga-Preis in der gleichen Kategorie. Der zwölfte Band der Serie verkaufte sich in den ersten vier Wochen nach Erscheinen über 300.000 mal, der elfte Band in der gleichen Zeit über 340.000 mal.